# Peter Wunderli
Peter Franz Albert Wunderli (* 30. Mai 1938 in Zürich; † 27. März 2019 in Biel) war ein Schweizer Romanist und Sprachwissenschaftler.

## Leben und Werk
Peter Wunderli studierte in Zürich, Aix-en-Provence, Rom und Oxford Romanistik und Anglistik, u. a. bei Reto R. Bezzola, Georges Poulet, Konrad Huber, Gerold Hilty und Heinrich Schmid. Bei Gerold Hilty wurde er 1963 promoviert. Bis 1967 arbeitete er als Assistent an der Universität Zürich und anschließend als Lehrer für Lehrer für Französisch und Italienisch an der Kantonsschule Winterthur. 1968 habilitierte er sich in Zürich.
1970 erhielt er den Ruf auf die Professur für Romanistik an die Albert-Ludwigs-Universität Freiburg, 1976 wechselte er an die Heinrich-Heine-Universität Düsseldorf, wo er bis zu seiner Emeritierung 2003 lehrte. Seit 1998 war er ordentliches Mitglied der Nordrhein-Westfälischen Akademie der Wissenschaften.
Seine Hauptforschungsgebiete waren das Werk von Ferdinand de Saussure, die Intonationsforschung und das Mittelfranzösische.
Wunderli führte Untersuchungen zum französischen Subjonctif durch, bezog aber den spanischen Subjuntivo und den italienischen congiuntivo bei seinen Betrachtungen mit ein.
Für ihn ist das Subjunktiv der „Modus der Teilaktualisierung“ welche sich in folgender Hierarchie zeigte:
- Infinitiv also Semantem[3] plus Angabe Verb; als Nullaktualisierung
- Partizip also Semantem plus Angabe Verb plus (Aktionsstand) Accompli/Accomplissement; als Minimalaktualisierung
- Konjunktiv also Semantem plus Angabe Verb plus (Aktionsstand) Accompli/Accomplissement plus Personalgliederung; als Teilaktualisierung
- Indikativ also Semantem plus Angabe Verb plus (Aktionsstand) Accompli/Accomplissement plus Personalgliederung plus Tempusgliederung; als Vollaktualisierung[4]

Er unterscheidet vier Stufen auf der verbalen Aktualisierung, wobei jeder höhere Stufe ein Merkmal hinzu erhält.
Unter „Aktionsstand“ versteht Wunderli den Gegensatz zwischen Verformen, die die Entwicklung eines Prozesses zum Ausdruck bringen (Accomplissement) und solchen, die seine Entwicklung markieren (Accompli).

## Veröffentlichungen (Auswahl)
- Modus und Tempus. Beiträge zur synchronischen und diachronischen Morphosyntax der romanischen Sprachen. Narr Francke Attempto, Tübingen 1976
- Die Teilaktualisierung des Verbalgeschehens (Subjonctif) im Mittelfranzösischen eine syntaktisch-stilistische Studie. De Gruyter, Berlin 1970
- Der Konjunktiv nach "après que": kritische Bilanz und Versuch einer Synthese. Vox Romanica Band (Jahr): 29 (1970), doi:10.5169/seals-23875, S. 230–263
- als Hrsg.: Der kranke Mensch in Mittelalter und Renaissance. Düsseldorf 1986 (= Studia humaniora, 5).
- als Hrsg.: Herkunft und Ursprung. Historische und mythische Formen der Legitimation. Akten des Gerda-Henkel-Kolloquiums, veranstaltet vom Forschungsinstitut für Mittelalter und Renaissance der [...] Universität Düsseldorf, 13. bis 15. Oktober 1991. Jan Thorbecke, Sigmaringen 1994.
- mit Iwar Werlen und Matthias Grünert (Hrsg.): Italica – Raetica – Gallica. Studia linguarum litterarum artiumque in honorem Ricarda Liver. Tübingen und Basel 2001.